# Руины византийской базилики (Урошевац)
Руины византийской базилики (серб. Остаци византиjске базилице) — памятник культуры, руины античного дворца. Находится близ современного Урошеваца в Косове, между сел Горне-Неродимле и Доне-Неродимле. 
До археологических раскопок, проведенных югославскими археологами в 1988 году, считало, что эти руины представляют собой остатки средневекового дворца династии Неманичей — Неродимле. Поэтому это место было взято под охрану государства под названием «Дворец короля Милутина». Непосредственно во время раскопок был обнаружен дворцовый комплекс, предположительно датируемый IV веком и достраивавшийся во время правления императора Юстиниана I. Пол базилики украшен мозаикой, а стены — фресками. В центре наиболее крупного помещения был расположен бассейн. Дворец использовался и после того, как эти земли перестали быть частью Византийской империи. Предположительно, именно здесь была резиденция Неманичей. Стены достраивались и в XVII веке, а в XIX веке близ руин проводились захоронения.
Руины базилики являются памятником культуры Сербии исключительного значения.